# Le Brugeron
Le Brugeron es una comuna francesa situada en el departamento de Puy-de-Dôme, en la Región de Auvernia-Ródano-Alpes.

## Demografía
| 638 | 602 | 539 | 411 | 359 | 274 | 244 |
| Para los censos de 1962 a 1999 la población legal corresponde a la población sin duplicidades (Fuente: INSEE [Consultar]) |     |     |     |     |     |     |